# Орибе Пералта
Орибе Пералта Моронес (енгл. Oribe Peralta Morones; 12. јануар 1984) је мексички фудбалер, који тренутно игра за Гвадалахару и за Фудбалску репрезентацију Мексика. Своју каријеру је започео 2003. у клубу Монаркас Морелија.